# René Schöfisch
René Schöfisch (Berlino Est, 3 febbraio 1962) è un ex pattinatore di velocità su ghiaccio tedesco.

## Palmarès

### Olimpiadi
- 2 medaglie (con la Germania Est):
  - 2 bronzi (5000 metri a Sarajevo 1984; 10000 metri a Sarajevo 1984)